# Schwarzmanteldommel

Das Verbreitungsgebiet der Schwarzmanteldommel

Die Schwarzmanteldommel (Botaurus dubius, Synonym: Ixobrychus dubius) ist eine wenig erforschte Reiherart, die im südöstlichen Australien und im südlichen Neuguinea vorkommt. Sie ist eine der kleinsten Reiherarten der Welt und ihre Population wurde früher der Zwergdommel (Botaurus minutus) zugerechnet.

## Systematik
Die Art wurde teilweise als Unterart der Zwergdommel oder der ausgestorbenen, neuseeländischen Schwarzrücken-Zwergdommel (Botaurus novaezelandiae) geführt. Molekularbiologische Daten zeigen jedoch, dass sie näher mit der Chinadommel (Botaurus sinensis) verwandt ist als mit afrikanischen oder paläarktischen Zwergdommeln und sie wird heute als eigenständige Art geführt.
Synonyme
- Ardea pusilla Vieillot, 1817
- Ardetta pusilla Gould.
- Ixobrychus dubius Mathews, 1912
- Ixobrychus minutus dubius Mathews, 1912
- Ixobrychus minutus alisteri Mathews, 1913
- Ixobrychus minutus queenslandicus Mathews, 1914
- Ixobrychus minutus victoria Mathews, 1915
- Ixobrychus novaezelandiae dubius

## Merkmale
Die Schwarzmanteldommel erreicht eine Körpergröße von 25 bis 36 cm, bei einem Gewicht von 60 bis 120 g, durchschnittlich 84 g und ist damit eine der kleinsten Reiherarten der Welt. Ausgewachsene Männchen sind auf der Rückenseite und der Kopfoberseite schwarz, die Bauchseite, der Hals, die Brust und die Kopfseiten sind kastanienfarben. Auf den Schultern befinden sich große hellbraun-gelbliche Flecken, die im Flug auffallen. Das Weibchen ist weniger auffällig gefärbt, überwiegend braun mit Streifen auf dem Rücken und der Kopfoberseite; nicht ausgewachsene Vögel ähneln den Weibchen. Die Iris und der Schnabel sind gelb, wobei der First auf dem Oberschnabel (Culmen) schwarz ist. Die Füße und Beine sind grünlich-gelb.

## Verbreitung
In Australien kommt die Schwarzmanteldommel im Südosten des Kontinents vor, die meisten Sichtungen liegen aus dem Murray-Darling-Becken vor, außerdem ist sie disjunkt entlang der Ostküste verbreitet und im Südwesten Australien ist sie in der Swan Coastal Plain an verschiedenen Orten häufig. Einzelne Nachweise gibt es auch aus der Kimberleyregion, vom Top End und den Inseln der Torres-Straße und wenige herumschweifende Exemplare erreichten auch die Lord-Howe-Insel und Neuseeland. Es gibt Indizien dafür, dass zumindest ein Teil der Population saisonale Langstreckenwanderungen durchführt. Die meisten Sichtungen und die höchsten Melderaten der Schwarzmanteldommeln in Südaustralien stammen aus dem Frühjahr und dem Sommer, während die Vögel im Herbst und Winter weitgehend abwesend sind. Einige Brutberichte liegen auch aus den tropischen Regionen Australiens vor.
In Neuguinea kommt die Schwarzmanteldommel von November bis April im Ried der Waigani-Sümpfe in der Nähe der Hauptstadt Port Moresby vor, ansonsten nur noch im Tiefland westlich des Fly. Ob die Vögel dort auch brüten, ist ungewiss. Ein einzelnes brutreifes Exemplar wurde am mittleren Fly gefangen. Das Fehlen gesicherter Brutbeobachtungen aus Neuguinea deutet darauf hin, dass die Vögel saisonale Migranten aus Australien sind. Ein einzelnes brütendes Paar wurde im Jahr 2001 auf der Insel Neukaledonien beobachtet.

## Lebensraum und Lebensweise

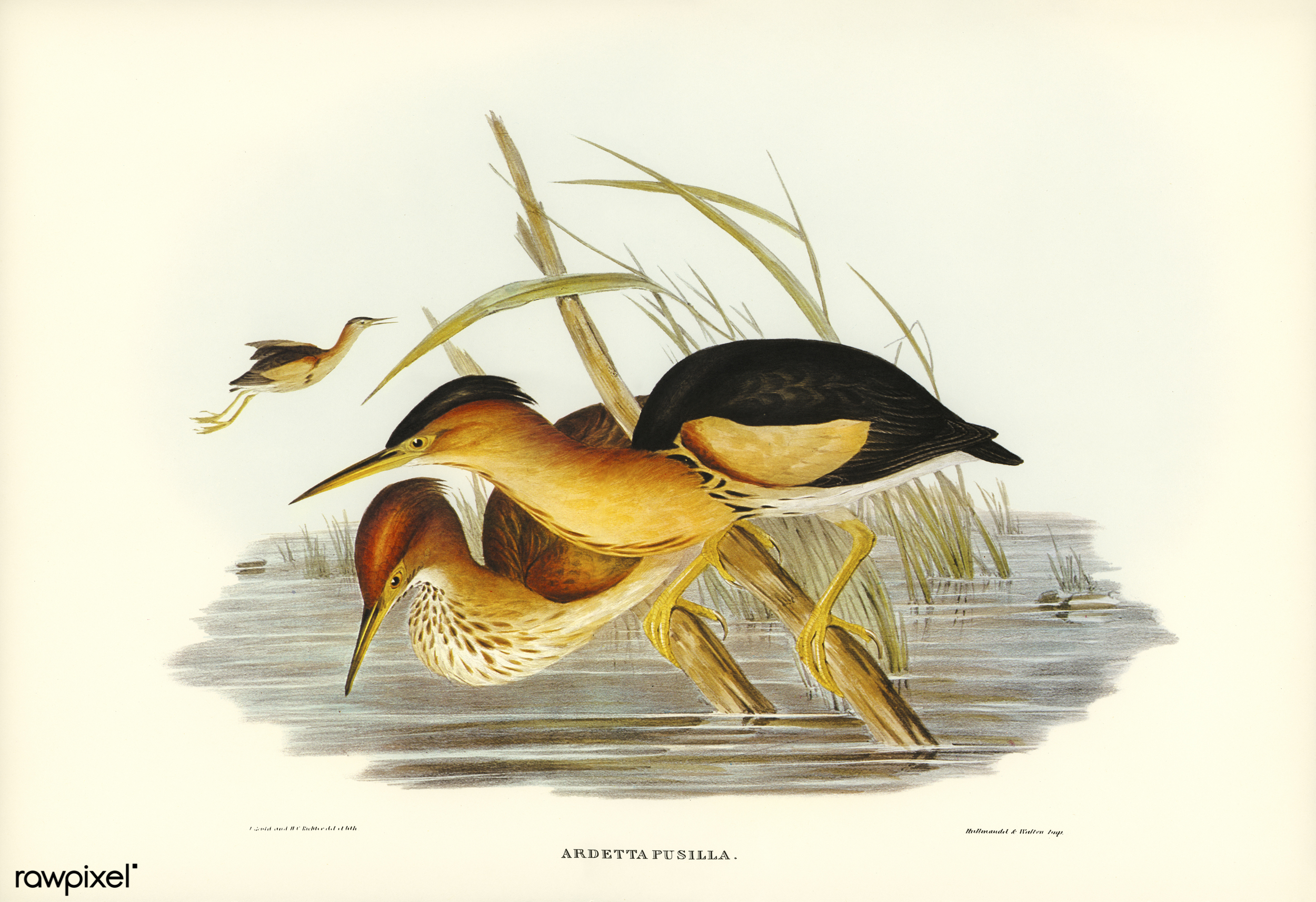
Schwarzmanteldommeln. Illustration von Elizabeth Gould

Schwarzmanteldommeln kommen vor allem in Süßwasserfeuchtgebieten in dichter Vegetation aus Schilf und Seggen sowie überschwemmten Strauchdickichten vor. Gelegentlich leben sie auch in Feuchtgebieten, die von Brackwasser oder Meerwasser geprägt sind, z. B. in Mangroven, Salzsümpfen mit Binsen und in den bewaldeten Rändern von Lagunen.
Schwarzmanteldommeln sind einzelgängerisch, leben verborgen und werden selten gesehen. Die Vögel sind vor allem in der Dämmerung und in der Nacht aktiv, halten sich verborgen und gehen in einer geduckten Haltung mit ausgestrecktem Kopf, überqueren schnell offene Bodenflächen und lauern auf ihre Beute an Ufern. Fühlen sie sich bedroht, nehmen sie die für viele Dommeln typische Haltung ein und stehen still, wobei Kopf und Schnabel vertikal nach oben gestreckt sind. Normalerweise vermeiden sie zu fliegen, wenn sie aber gestört werden, tun sie dies mit zurückgezogenem Kopf und herabhängenden Beinen und gleiten tief über das Wasser und die Vegetation der Feuchtgebiete.
Schwarzmanteldommeln ernähren sich von aquatischen Wirbellosen, wie Krebstieren und Libellenlarven, manchmal auch von kleinen Wirbeltieren wie Fischen und Fröschen. Sie jagen, indem sie darauf warten, dass potenzielle Beutetiere in Reichweite ihres Schnabels kommen oder indem sie aktiv auf Pirsch gehen.
Über Lautäußerungen der Schwarzmanteldommel ist nur wenig bekannt. Außerhalb der Brutzeit sind die Vögel normalerweise still, obwohl sie leise Quak- oder Grunzgeräusche von sich geben können. Während der Brutzeit ist der Balzruf zu hören, ein tiefer, leiser und eintöniger Quakton, der im Abstand von einer halben Sekunde wiederholt wird und angeblich nur von den Männchen getätigt wird.

### Fortpflanzung
Schwarzmanteldommeln brüten im Frühling und Frühsommer und nisten als Einzelpaar, gelegentlich auch in kleinen, lockeren Kolonien in dichter Vegetation. Im Fall einer Koloniebildung werden die Nester in Abständen von 15 bis 30 m gebaut. Das Nest ist eine Plattform aus Ried und anderem pflanzlichen Material, hat einen Durchmesser von 15 bis 20 cm und ist ca. 10 cm hoch. Es wird von den senkrechten Stielen des Schilfs getragen und wird an Stellen errichtet, die über dem Wasser gelegen sind und von Vegetation überdacht sind. Das Gelege besteht normalerweise aus vier bis sechs mattweißen Eiern, aus denen nach etwa 21 Tagen die Jungen schlüpfen. Die Küken besitzen ein orangefarbenes Flaumgefieder und werden von beiden Eltern mit vorverdauter Nahrung gefüttert. Ab einem Alter von 9 bis 10 Tagen fangen die jungen Vögel an, im Schilf zu klettern, werden mit 25 bis 30 Tagen flügge und bleiben danach noch mindestens 14 weitere Tage von ihren Eltern abhängig.

## Gefährdung
Die Schwarzmanteldommel wird in Australien als potenziell gefährdet (Near Threatened) gelistet, im Bundesstaat Victoria gilt sie als stark gefährdet (Endangered). Die Gesamtpopulation der Art wird auf etwa 5000 ausgewachsene Vögel geschätzt, davon sollen mehr als 1000 im Südwesten von Australien vorkommen. Zu den Bedrohungen zählen verschiedene Faktoren wie die Versalzung, Entwässerung und Ableitung von Wasser zur Bewässerung, die die Feuchtgebiete beeinträchtigen, sowie die Zerstörung des Brutlebensraums durch Buschfeuer.

## Belege
1. ↑  Christidis, Les & Boles, Walter E. (2008). Systematics and Taxonomy of Australian Birds. Melbourne: CSIRO Publishing. ISBN 978-0-643-06511-6, S. 108.
2. 1 2 3 4 5 6 7 8  Marchant, S.; Higgins, P.J., eds. (1991). Handbook of Australian, New Zealand and Antarctic Birds. Volume 1: Ratites to Ducks. Melbourne: Oxford University Press. S. 1039–1045. ISBN 0-19-553244-9
3. 1 2  Coates, Brian J. (1985). The Birds of Papua New Guinea. Volume I: Non-Passerines. Alderley, Queensland: Dove Publications. S. 84. ISBN 0-9590257-0-7
4. ↑  Emison, W.B.; Beardsell, C.M.; Norman, F.I.; Loyn, R.H. & Bennett, S.C. (1987). Atlas of Victorian Birds. Melbourne: Dept of Conservation, Forest & Lands, Victoria; and Royal Australasian Ornithologists Union. S. 62. ISBN 0-7241-8387-6.
5. ↑  Blakers, M.; Davies, S.J.J.F. & Reilly, P.N. (1984). The Atlas of Australian Birds. Melbourne: Melbourne University Press. S. 59. ISBN 0-522-84285-2.
6. ↑  Barrett, Geoff; Silcocks, Andrew; Barry, Simon; Cunningham, Ross & Poulter, Rory (2003). The New Atlas of Australian Birds. Melbourne: Royal Australasian Ornithologists Union. S. 114. ISBN 1-875122-09-5.
7. ↑  Rand, Austin L. & Gilliard, E. Thomas (1967). Handbook of New Guinea Birds. London: Weidenfeld & Nicolson. S. 46–47.
8. ↑  McKilligan, Neil (2005). Herons, Egrets and Bitterns: Their Biology and Conservation in Australia. Melbourne: CSIRO Publishing. S. 115–116. ISBN 0-643-09133-5
9. ↑  Barré, N. & Bachy, P. (2003). Complément à la liste commentée des oiseaux de Nouvelle-Calédonie. Alauda. 71 (1): 31–39.
10. 1 2  Johnstone, R.E. & Storr, G.M. (1998). Handbook of Western Australian Birds. Volume 1: Non-Passerines (Emu to Dollarbird). Perth: Western Australian Museum. S. 117. ISBN 0-7307-1208-7.
11. ↑  Garnett, Stephen T. & Crowley, Gabriel M. (2000). The Action Plan for Australian Birds 2000. Canberra: Environment Australia. S. 178–179. ISBN 0-642-54683-5.
12. ↑  Ixobrychus dubius in der Roten Liste gefährdeter Arten der IUCN 2016. Eingestellt von: BirdLife International, 2016. Abgerufen am 20. September 2020.